# 장직상
장직상(張稷相, 일본식 이름: 張元稷相 하리모토 지키쇼, 1883년 3월 26일 ~ 1959년 4월 17일)은 대한제국의 관료이며 일제강점기의 관료 겸 기업인, 대한민국의 기업인이다. 관찰사 장승원의 아들이자 국무총리를 지낸 장택상의 둘째 형이며 본관은 인동(仁同)이고 원적지는 경상북도 선산군 구미면 인의리(지금의 경상북도 구미시 인의동)이다. 해방 후에는 기업인으로 활동하며 대한생명보험 취체역 회장이 되고, 화신무역 취체역이 되었으며, 이천전기를 운영하였다.

## 생애
아버지는 조선의 관찰사 운정(雲庭) 장승원(張承遠)이고 어머니는 정부인 조남철(趙南徹, 풍양 조씨(豊壤 趙氏))이다. 장택상은 그의 동생이다.
1903년 경기전 참봉, 1904년 감조관, 1910년 6월 경북 신령군수가 되었다. 그는 한일합방 직후 신령군수를 사임하고 고향인 칠곡군 오태로 돌아갔다. 같은 해 10월 다시 신령군수가 되었다.
1911년 비안군수, 1912년 하양군수, 1913년 선산군수(1913) 등을 거쳐 1915년 경상북도 토지조사위원회 임시위원을 지냈다가 1916년 3월 관직을 그만두었다. 1915년 6월 경상북도 지방토지조사위원회 임시위원의 한 사람에 선출됐다.
1917년 7월 대구은행 취체역이 되고 곧 선남은행 취체역이 되었다. 1920년 4월 경일은행 설립에 참여하고 이사가 되었다. 1920년 8월 왜관금융창고주식회사를 설립했고, 같은 해 동아인촌(東亞燐寸) 주식회사를 설립하고 사장이 되었다.
1924년 2월 대구상업회의소 특별평의원으로 선출되었다.
1926년부터 세 차례에 걸쳐 조선총독부 중추원의 참의를 지냈다. 해방 직후 동생 장택상이 미군정의 경무국장 제의를 받았으나 거절하던 중, 송진우 피살을 계기로 경찰계에 투신하자 만류하기도 했다.
1946년 9월 9일 대한생명보험 취체역 회장에 선임됐다. 1946년 12월 12일 화신상사가 화신에서 분리, 화신무역으로 창립되자 화신무역 취체역의 한사람에 선임됐다. 1947년 민규식, 박충식 등과 함께 경찰 후원 조직 보경회를 조직, 경찰 후원금을 모금하였다. 1948년 정부수립 후 그해 10월 20일 상공부에서 각 분과위원을 선출할때 상공부 전기분과위원에 선임됐다.
1949년 1월 반민특위에 기소, 구속되었으나 곧 풀려났다. 김준연에 의하면 이범석, 지청천, 오광선 장군 등이 그를 탄원하여 석방되었다 한다. 이후 이천전기를 설립하여 운영하였다. 1959년 4월 17일 오전 6시 숙환으로 대구 자택에서 사망했다.

## 사후
묘소는 경상북도 칠곡군에 있다.
2002년 발표된 친일파 708인 명단과 2008년 민족문제연구소에서 친일인명사전에 수록하기 위해 정리한 친일인명사전 수록예정자 명단에 모두 선정되었다. 2009년 친일반민족행위진상규명위원회가 발표한 친일반민족행위 705인 명단에도 포함되었다.

## 기타
박정희의 아버지 박성빈과 둘째 형 박무희(1898 ~ 1960)는 그의 집안의 농토에서 소작농으로 있었다.

## 가족 관계
- 아버지: 장승원(張承遠, 1852년 ~ 1917년, 칠곡의 갑부)
  - 형 : 장길상(張吉相, 1874년 ~ 1936년)
    - 조카 : 장병천

  - 동생: 장택상(張澤相, 1893년 ~ 1969년)
- 부인 : 현부인 신안주씨 개성 출신 이조판서 주호성 차녀
- 아들 장병일(炳日)
- 아들 장병인(炳寅)
  - 아들 : 장병찬(張炳贊)
  - 사위 : 정의진
  - 사위 : 권태룡

## 같이 보기
- 조선총독부 중추원

## 참고자료
- 반민족문제연구소 (1993년 3월 1일). 〈장직상 : 경북지방 최고의 친일 부호 (김도형)〉. 《친일파 99인 2》. 서울: 돌베개. ISBN 9788971990124.
- http://www.minjokdg.or.kr/gulgl/view.php?id=gamdl&page=1&sn1=&divpage=1&sn=off&ss=on&sc=on&select_arrange=headnum&desc=asc&no=44%5B깨진+링크(과거+내용+찾기)%5D